# Somossy Károly
Somossy Károly, születési nevén Carolus Singer, olykor Carl Singer formában is, magyarosan Singer Károly, magyar cirkusz-, orfeum- és varietéigazgató.

## Élete
Óriási hírnévnek örvendett a 18-19. században, a századforduló legnépszerűbb éjszakai alakja volt, az "Élet császárának" nevezték, mégis elszegényedve halt meg, napjainkban pedig már nem ismert a neve. Nem alkotott jelentős értékkel bíró műveket, nem maradtak utána fontos épületek, inkább úgy fogalmazhatunk, hogy Somossy személye azért megkerülhetetlen és fontos Budapesten, mert a világgal, amelyet megteremtett abban a pár évtizedben, elképesztő hatással volt minden kortársára és ez az ő munkájukban, művészetükben is megjelent és kiteljesedett.
A fellelhető levéltári adatok szerint 1827-ben született Győrben. (Apja a győri Singer Illés egy "füttyös házaló" volt, anyja neve pedig Arenstein Amália. Győrszigeten valóban élt egy Karl Singer még 1902-ben is, de ő nem lehetett azonos a később nevet változtatott Somossy Károllyal. Más források szerint 1837-ben született, de ez az adat is bizonyosan téves, hiszen gyerekként nem vehetett részt a szabadságharcban. A Pester Lloyd 1892. június 30-i számában a bírósági meghallgatás kivonat szerint 65 éves) Szabónak tanult, az iskola elvégzése után hagyta el a várost 14 évesen. (A Világ, 1923-08-05 / 175. szám) Leírások szerint beleszeretett Beer Fannyba a varrólányba, és csak azért tanult szabónak, hogy a közelébe lehessen.

### Az 1848-as szabadságharcban betöltött szerepe
Komáromban megismerkedett egy markotányosnővel és miatta részt vett az 1848-49-es szabadságharcban, melynek során Klapka György toborzótisztje és káplárja a 94. honvédzászlóaljnál, majd a 202-es zászlóaljhoz került. Buda ostrománál Nagysándor József vitézei közt harcolt 1849. május 4-21-ig. Somossy lelőtt egy osztrák tüzérőrnagyot, akinél 10.000 forintot talált. Görgey rendeletére a pénz nagy részét megtarthatta. (Magyar Géniusz, 1903-03-08) Klapka ezután Görgeihez küldte, ahonnét parasztruhába öltözve jött vissza a világosi fegyverletétel hírével. (Világ, 1923. 08. 49. oldal – Rajna Ferenc)

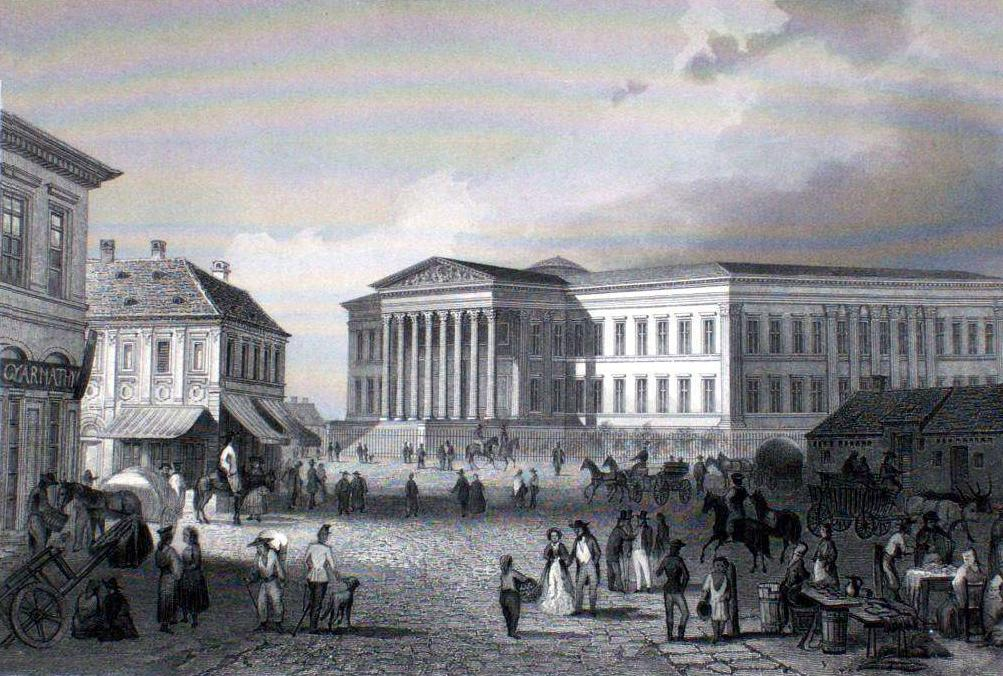
A Két Pisztoly Fogadó a Nemzeti Múzeum jobb oldalán

### A Két Pisztoly Fogadó
A vereség után a Pesten, a Nemzeti Múzeum (ma a a Múzeum utca és a Múzeum krt. sarkán a Kálvin téren, régen Széna térnek hívták) mellett álló, abban az időben már elég rossz hírnévnek örvendő Két pisztoly fogadóban vállalt állást. A múzeum építése előtt még sok híres ember, többek közt Erkel Ferenc, Sobri Jóska is megfordult a fogadóban, híres volt konyhájáról és népszerű az utazók körében. Azon kevés helyek közé tartozott, amelyek kőből épült istállóval rendelkeztek.) A rossz nyelvek szerint azért nevezték Két pisztolynak, mert abban az időben jobban járt az ember, ha két pisztollyal a kezében merészkedett csak arra a környékre, annyira szörnyű híre volt.
Az 1860-as években már valóban problémát jelentett a környék, erről rendőrségi feljegyzések tanúskodnak. Karl Singer egyre feljebb kapaszkodott a ranglétrán és megismerkedett a csapos Swoboda Ignác (bérlő) lányával, Swoboda Franciskával (1837.december 22.-1894. február 9.) és elvette feleségül (1857). (Rajna Ferenc színműíró, Somossy lányának (Singer) Franciskának a férje, későbbi visszaemlékezésében azt írja (A Világ, 1923-08-05 / 175. szám), hogy a fogadós családja valójában a Török Császárhoz (becenevén Török Csacsi) fogadót bérelte a Rózsa téren, ami a mai Erzsébet-híd lábánál lévő déli Klotild palota Duna felőli oldalán volt. Itt szavalta el Petőfi a Nemzeti Dalt 1848-ban – a Veszprémi Független Hírlap szerint – (1891.03.14.)

### Cirkusz és varieté
Karl Singer megelégelve a házasélet nehézségeit, a fogadó kasszájának tartalmával búcsút intett munkaadójának és feleségének, és több ezer forinttal a zsebében egészen Hollandiáig szökött. 1866-ban Wilhelm Carré cirkuszánál már titkársági állásban, néhány év múlva (1868) pedig a prágai Dersin Cirkusz vezérigazgató helyettese lett. 1870-ben a német Renz Cirkusz művezetője, mely ebben az évben már hazánkban is vendégszerepelt az augartenplatzi deszkapalotában a mai Klauzál téren. Ebben az időben Singer Károlyt "ügyes kezű pénztárosként" emlegették a magyar újságok. A külföldi utazásokról szóló regényes történeteknek ellentmond, hogy több gyereke is születik ebben az időben és feleségével együtt nevelték őket, a gyerekek későbbi visszaemlékezéseiben.

#### A Korona Kávéház
1866-ban felújítja a Régi posta utcában lévő Korona kávéházat (A Régi posta utca és a Váci utca 14. sarkán álló épület. Ma egy Reserved üzlet van a helyén. A régi épületre a homlokzaton lévő korona utal csak) és a Kiegyezéskor megnyitó csodálatos belső enteriőrrel rendelkező elegáns kávéháznak ő lesz a vezetője. A korabeli hírek szerint hatalmas vagyonra tesz szert. Mások szerint a kávéházban titkos ajtóval elválasztott bűnbarlangot üzemeltetett, ahol rengeteg osztrák és orosz tisztet szabadított meg a pénzétől. A legenda szerint a kávéházban rejtegette a román királyt, a Hohenzollern herceget I. Károlyt 1866-ban , akit pincér ruhába öltöztetett és a biliárd asztalhoz állította játszani. A belépő katonák és bérgyilkosok felforgatták az egész helyet, de nem találták meg, ezután a királyt hívei továbbszöktették és így hamis útlevéllel érkezett Romániába május 10-én. (Rajna Ferenc – Budapesti Hírlap 1932-03-20) A Kiegyezéskor Ferenc József tiszteletére Somossy Károlyra magyarosította a nevét.

#### Német Színház (Deutsches Theater), Boulevard Kávéház

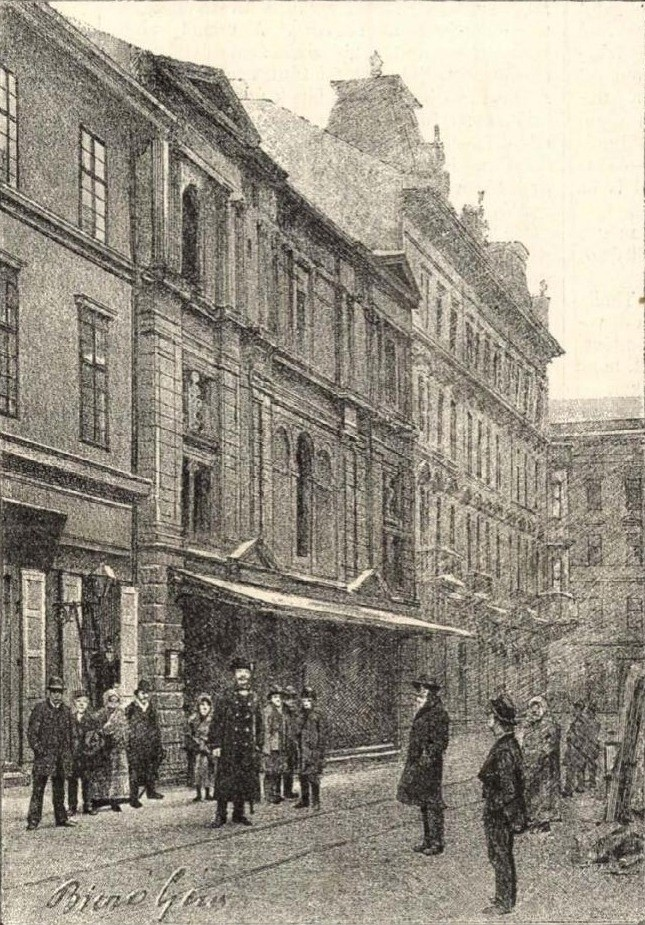
A Deutsches Theater a leégés után 1899. december 20-án

1869-ben felépült a Gyapjú utcai (ma Báthory utca 24.) Német Színház. (Deutsches Theater) Itt Swoboda Albin (1836. 11. 13. – 1901. 08. 05.) osztrák operaénekes és operaház igazgató titkára lett. Egyes források szerint Somossy építtette fel a színházat és megkapja a koncessziót is (varieté [HU BFL – XV.17.b.312 – 82/1869, Die Presse 1869], de elfogy a pénze és eladja (Pesti Hírlap, 1903. március 03.). Meg nem erősített források szerint kettőjük között több is volt, mint egyszerű barátság, a rosszindulatú pletykák szerint ennek köszönhette későbbi karrierjét a színházi világban. A színház 1889. december 20-án leégett, Somossy nagylelkűen sok pénzt ajánlott a színház megsegítésére. 1870-ben megnyitja a Boulevard kávéházat az Arany János utca sarkán. (Váci-körúti) Félvilági nők éjjeli találkahelye lett. Ismét megszedte magát, utána eladta.

#### Carlé Varieté, Beleznay-kert
1871-ben a Károly-kaszárnyában lévő (ma a volt Merlin Színház épülete helyén) Carlé Varieté működtetésében vállal szerepet, majd egy évvel később átveszi a Beleznay-kert üzemeltetését. (I. Somossy Orfeum) A közeli Nemzeti Kaszinó protektorátusa alatt. Franz Kriebaum, Marietta Edelmann, Wanda Wawilow voltak a sztárok, Pest kedvencei. (A Beleznay-kert a mai Rákóczi út és Puskin utca sarkán lévő telken állt. Nevét a kertben álló klasszicista stílusú Beleznay palotáról kapta. Az épületet övező kertben, a család kihalását követően a kastélyt bérbevevő fogadósok 1828-tól, gyakran tartottak különböző mulatságokat, rendezvényeket. Az épület átalakított bálterme kétszáz főt befogadó színházként működött, míg a kertben szabadtéri színpad szolgálta a közérdeműt. 1872-ben varietévé alakíttatta át Albrecht Julián az ismert orfeumtulajdonos.) 1873-ban a hitelezők elől menekülve Pozsega városban Horvátországban adóbehajtó. Ebben az időben hozzák hírbe Leeb Anna színésznővel, akire rengeteg pénzt költött, a nő pedig ezt a pénzt takarékpénztárba fektette.

#### Anker Saal, Hermina Színház, Eldorado
Megnyitotta az Anker Saalt a Schiffmannsplatzon a mai Hajós utca sarkán, amely az országban először tűzött műsorára polkát, kuplékat és valcereket. Este 11 órakor nyitott és hamar a pesti éjszaka híres lokáljává vált. Karmestere Linzer Pál volt. 1875-ben megszüntették, mert elkezdődött azon a helyen a Magyar Állami Operaház építése. 1875-ben megszerzi a Hermina Színházat (Hajós utca 6.) és téli orfeummá alakítja. Ugyanekkor bérbe veszi a Valero-házat is (Király utca 59.) és Eldorado néven üzemelte 

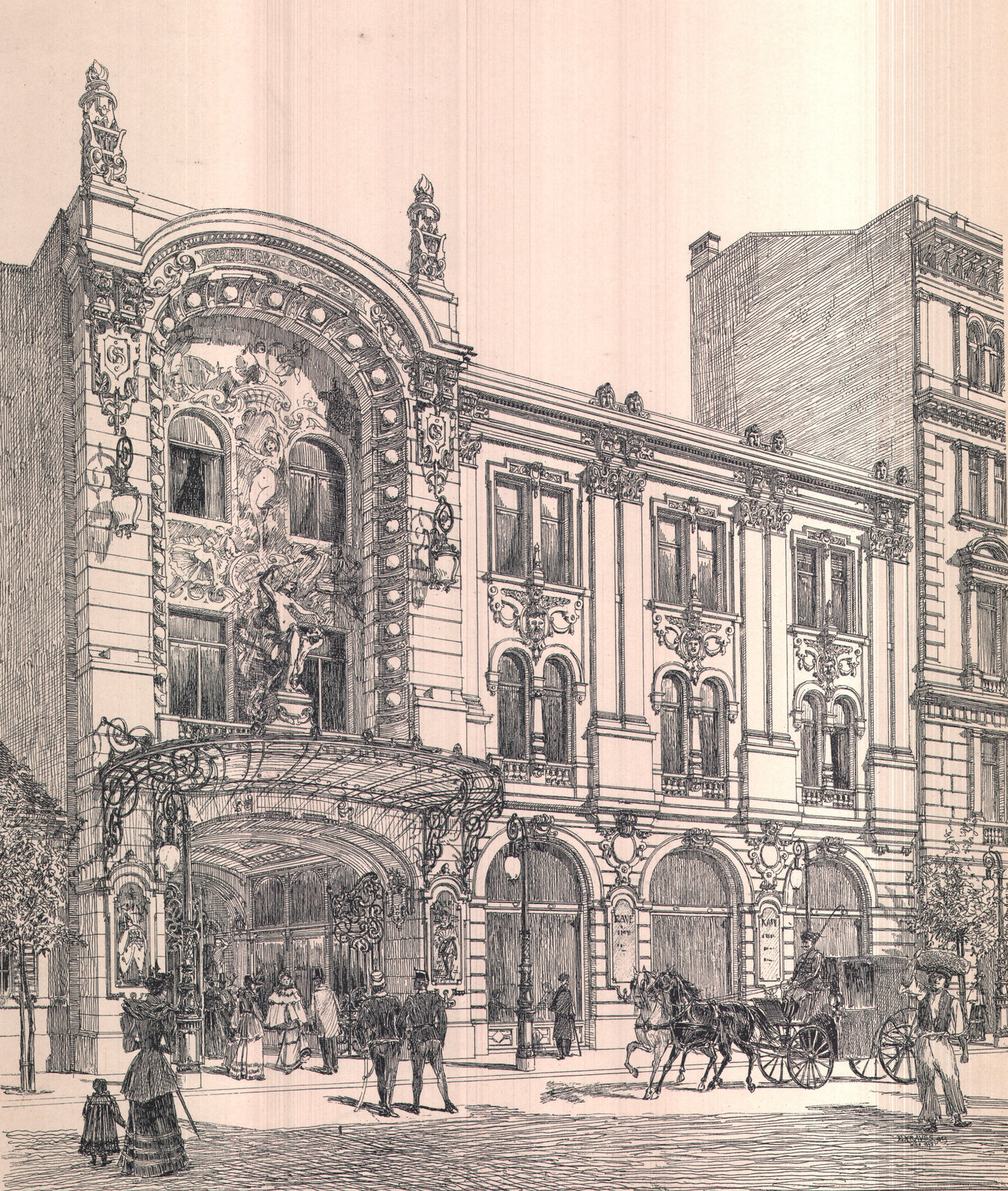
Somossy Orfeum 1894

### Somossy Orfeum
A Korona kávéházat eladta, Orfeumot építtetett a Nagymező utca 20. szám alatt 1884-ben (II. Somossy Orfeum) , majd 1894. március 17-18-án egy másik telken, amit Bródy Zsigmond lapkiadótól vásárolt (Nagymező utca 17.) felépítette és ünnepélyes keretek között átadták a Helmer és Fellner építészek által megálmodott Első Fővárosi Orfeumot. (III. Somossy Orfeum) (1894 előtt az első vastraverzes orfeumot elköltöztette a Podmaniczky és a Vörösmarty utca sarkára, majd mikor elkészült az új épület, visszaköltöztek.) Ez az egyetlen épület maradt meg az életművéből, később Somossy Orfeum, majd 1923-tól Fővárosi Operettszínház, 1998-tól pedig Budapesti Operettszínház néven működik jelenleg is. A korabeli épület, amit már akkor színháznak szántak a készítői, csodálatra méltó elismerést váltott ki mindenkiből. Az épületet úgy tervezték, hogy a homlokzati résznek csak a fele készült el, mivel Somossy a Nagymező utca és a Mozsár utca sarkán lévő telket nem tudta megszerezni. Amennyiben ez lehetővé vált volna később, a színház homlokzata ma teljesen szimmetrikus lenne. (Helmer beszéde a megnyitáskor: Én úgy építettem ezt az Orfeumot, hogy ebben valamikor színház lehessen, mert én azt szeretném, hogyha színészek játszanának benne és nem „baumkrakslerek“. (artisták). A Párizsból hazatért Ady Endre az orfeumról Bölöni Györgynek így vélekedik: „Egyetlen kultúrhely Budapesten, szavamra, egyetlen.” A neobarokk stílusú épületben a nézőtér a színpad felé lejtett, a széksorok között vacsorázni lehetett. A hatalmas pompát az akkor még különlegességnek számító villanyvilágítás emelte, egy 116 izzóból álló csillár képében, ami jelenleg is a nézőtéren látható. A plafont és a kávéház freskóit Josef Engelhardt festette. A főbejárat feletti ma már nem látható szobor Theodor Friedl munkája. Az első szinten lévő páholyok mögött négy különböző stílusú lenyűgözően részletes kidolgozású szeparé várta a privát időtöltésre vágyó vendégeket a mór, a japán, a rokokó és a magyar szobákban. A megnyitón Wilhelm Rosenzweig Angyal Bandi nótájára felfűzött dallamokból álló magyar nyitánya hangzott el, ezt követte Heltai Jenő erre az alkalomra írt prológja. (Heltai Jenő az 1922. december 23-i Fővárosi Orfeum megnyitójára is írt egy prológot, melyet Gombaszögi Frida adott elő, lehet, hogy az utókor ezzel keveri.
"Sötét idők szavával bús szívedben,
ünnepre gyűlsz ma árva Budapest.
Áll az új színház, már függönye lebben,
Legyen valóban ünnep ez az est.
Szálljon az ég urához hő fohász:
Maradjon ünnep ez a ház.
Szép magyar szónak, magyar muzsikának,
Magyar színészeknek szent csarnoka,
Legyen tőled száműzve a bánat
S minden csúnya, rossz és mostoha.
És ti, kiket szavam köszönt,
Ti idelent, ti odafönt,
Urak, nemurak, gazdagok, szegények,
Amit adunk, azt jó szívvel vegyétek.
A szándék jó, s a jószándék ajándék,
Föl a függönyt! És kezdődjék a játék!"
Az Orfeum műsora még a híres bécsi Ronacher varieté színvonalát is túlszárnyalta. Somossy nem spórolt semmin. Krúdy Gyula szerint: "Aki egykor megírja Budapest történetét, Somossy Károly és Carola Cecília alakjáról nagyon sokat írhat. Ők tanították meg lumpolni (szórakozni) a várost." (Utazások a vörös postakocsin, hetedik fejezet) Carola Cecília (1867 November 3. Boroszló -1942. November 23. Graz) korának legnagyobb sztárja volt, Blaha Lujza, Fedák Sári, Honthy Hanna előképe, mégis róla tudni a legkevesebbet. Azt is tudni vélik, hogy Kálmán Imre Csárdáskirálynőjében a benne főszereplő chansonett (Sylvia) megformálásával illette. Somossy a Práterben lévő Jantsch (vagy Fürst Theater – Új Világ, 1923-08-05 / 175. szám) Theaterben fedezte fel a mai szemmel kissé nagydarabnak számító, mégis férfiak százezreinek szívét megdobogtató hölgyet, Budapestre csábította és elsőrangú sztárt faragott belőle. Carola később meghódította Szentpétervárt, Berlint, Bécset, majd idősebb korában a színpadnak teljesen hátat fordítva letelepedett és panziót nyitott Drezdában, ahol Rökk Marika és Fedák Sári is meglátogatta. Végül Graz-i kastélyában halt meg 1942-ben. Somossy mindent a pénzzel ért el. Az első hírre, ha valami döntő érdekesség jelentkezett Berlin, Párizs, New York, London bármelyik orfeum- vagy varietészínpadán, az igazgató máris úton volt a vonaton, "leszedte" a színpadról és hozta magával. A Barrison lányok, Heddy-Dédy, Anna Held, Johnson and Deantől Okitóig mindenki az ő színházában lett naggyá és világhíressé. (Az Újság, 1935-07-28 / 170. szám)

Somossy háziköltője ez időben Oroszy Károly volt, aki megunta a Nagymező utcát és a rengeteg pénzzel, amit ott keresett, kibérelte az akkor épült Urániát Oroszy Caprice néven. Somossy bosszúból sosem fogadta vissza, viszont felvette vejét Rajna Ferencet és így tulajdonképp még jobb üzletet csinált, a későbbi sikerek őt igazolták. Ha éjfélkor végzett, a szemközti Beliczay Antal vezette Andrássy úti kávéházban töltötte az este hátralévő részét, ahol a számára fenntartott sarokasztal jelentette Budapest középpontját. Beliczay Antal egyébként a veje is volt, elvette az egyik lányát. Az arisztokrácia és az egyszerű polgárok közös találkahelyévé avanzsáló mulató egyik érdekes adottságává vált, hogy ez a két kaszt, ezen a különös helyen találkozhatott. Ezt világítja meg egy, a korban jól ismert anekdota Somossy és Zichy Ödön gróf között.
Zichy Ödön gróf is a vendégek között mulatott (ő nyújtotta be a világkiállítás ötletét) és egy este bőkezű, négyszáz forintos vacsorát fizetett a Somossy mulatóban. Az étkezés végén büszkén kiáltotta: Na, így mulat egy magyar gróf! Pár napra rá Somossy meghívta egy lakomára a saját Télikertjének éttermébe, amely négyezer forintba került. A pincérek az egzotikus ételek között még nőket is felszolgáltak ezüsttálcán a pazar ételek között. A vacsora után Somossy diadalmasan mondta Zichynek: Na, így mulat egy Somossy!
Szomory Emil visszaemlékezésében Somossy 1894-ben az Otthon írók és hírlapírók köréhez ment a Fiume Kávéházba és Rákosi Jenővel – az akkori vezetővel – együtt az összes hírlapírót meghívta, hogy részesei legyenek a mulató megnyitásának. Üdvözlőbeszédét általános meglepetésre magyarul mondta el, szerette volna, ha ők lennének az elsők, akik német szó helyett a magyart fogják hallani! (Az Újság, 1937-07-25 / 167. szám)

#### Kossuth halála, tüntetés a Nagymező utcában
1894-ben a megnyitást követően meghalt Kossuth Lajos. A nemzeti gyász leírhatatlan volt, mindenütt megálltak az előadások, fekete zászlót tűztek ki minden házra. A rengeteg főként diákokból és fiatalokból összeálló tömeg végig vonult az Andrássy úton és bánatukban belekötöttek mindenkibe és nagy botrányt okoztak. A Nagymező utcában meglátták, hogy a Somossy Orfeumban előadás van és követelték, hogy a kinti piros fényeket kapcsolják le és szüntessék be az előadást, a nézők azonnal menjenek haza. Somossy személyesen jött ki megnyugtatni a feldühödött tömeget, lekapcsoltatta a fényeket, de jelezte, hogy már előző nap elmaradt egy előadás a gyász miatt, a mostanit nem fogja leállítani. Erre a szemközti telekről, ahol épp akkor épült a Mai Manó ház, macskakövekkel és téglákkal felszerelkezve a tömeg ripityára törte a Nagymező utca 17. szám alatti Orfeum és Télikert velencei tükreit, lámpáit, ablakait, óriási kárt okozva. Somossy kétségbeesetten kért segítséget, közben bizonygatta, hogy ő 48-as szabadságharcos, szívügye a magyarság, de ez már senkit sem hatott meg. Az érkező lovasrendőrök szembeszálltak az ekkor már csőcselékké duzzadt tömeggel és sok sebesülttel és sérülttel, de végül leverték a kisebbfajta felkelést a Nagymező utcában. A károk helyreállítása után tettek fémkorlátot az Orfeum főbejárata elé, ami a mai napig látható.
A tüntetésről így ír a Pesti Hírlap – (1894. március 23. 8. old.)
"Az operától a tüntetők egy része lefelé vonult az Andrássy-uton, másik része ellenben oszladozott és hazafelé tartott. A nagymező-utcához érők egyszerre csak megbotránkozással látták, hogy a kápráztató villamos fényben úszó Somossy-mulató homlokzatán nincs kitéve fekete zászló. Ekkor az egyetemi polgárok egy része, melyhez azonban sok csőcselék szegődött, a Somossy-mulató elé vonult. Az orfeumban benn javában folyt az előadás. A kapu előtt ott állt a diszruhás portás és köszöntötte az érkezőkét, a kik sebbel-Iobbal törtettek át a bejárat előtt lézengő kiváncsiak tömegén és mintha restelkednének, gyorsan besurrantak a mulató előcsarnokába. Még mielőtt az első csoportok megindultak, néhány lovasrendőr megsejtve szándékukat, kerülő úton vágtatott az orfeum elé. Az orfeum előtti teret a tüntetők és a kiváncsiak pár perc alatt egészen ellepték, köztük tolongtak a lovasrendőrök, akiknek egyrésze a tüntetőkkel egyetemben vágtatott az orfeum elé. Az orfeum közvetlen környékét a rendőrök elzárták a tüntetők elől. Alig jelentkeztek az első csoportok és hangzottak az első éles füttyök, hirtelen kinyílt az orfeum egy első emeleti ablaka és kidugták rajta a fekete gyászlobogót. A tüntetők szelifiebb része erre szinte megenyhülve, felkiáltott: – Jól van. Most már elmehetünk!
De a következő pillanatban már sűrű csoportok nyomultak be az utcába. A mozsár-utcától az An- drássy-utig terjedő rész egyszerre sűrűn megtelt és az Andrássy-ut négy sarkán is, ott, ahol a nagymezőutca szeli és a nagymező-utcának azon részén, mely a Teréz-templom felé nyúlik, jó nagy távolban, egymás hátán szorongott a sokaság. A tömeg nem elégedett meg a fekete zászlóval, fenyegető állást foglalt el és csakhamar dühös kiáltások hangzottak fel mindenfelől :
– El onnan azzal a cifra portással!
– Le a világítással!
– Szüntessék be az előadást!
Az egyetemi ifjúság kebeléből egy küldöttség bement az orfeumba és megkérte Somossyt, hogy szüntesse be az előadást. Somossy ezt kénytelen volt megtagadni, hivatkozással arra, hogy már tegnap nem tartott előadást. Künn ez alatt az izgatottság nőttön nőtt, mind nyomatékosabban követeljék a lámpák eloltását és a vereses fényű izzólámpákkal világított brilliáns kávéház ablakai egyszerre csak elsötétültek. A kávéházban ülő vendégek hátravonultak a virág-terembe és aggódva lesték a törté- nendőket.
– Oltsák el az ivlámpákat is! – kiáltották a tüntetők. Ez is megtörtént, sőt a következő percben az orfeum előcsarnoka is elsötétült. Az izgatottság mindezek dacára alig csillapult, mert az a tejüveges izzólámpákból alkotott fényes iv csak tovább ragyogott, bevilágítva az utcát, a tömeget és a szembefekvő épületeket. Ennek az eloltását követelték, de mert az előadás tovább folyt, ezt az érkező közönségre való tekintettel nem tehették. Időközben megtudták, hogy Somossy az előadást beszüntetni nem akarja és ezzel meg volt adva a jel a tüntetés komolyabb elfajulására. Az orfeummal szemben egy épülő ház előtt téglarakások és a felszakitott aszfalt darabjai bevertek. A legközelebb állók felragadták a kő- és aszfaltdarabokat, kézről-kézre adták és megkezdődött az orfeum ostromlása. Egymásután repültek a kövek és pár perc alatt az orfeum földszintjén levő kávéház fényes, drága tükörablakai a szó szoros értelmében izzé-porrá voltak zúzva.
Ami ezután következett, az már fölér egy kisebb kaliberű zavargással, melynek mind a két részen, a rendőrség részén, a tüntetők táborában is, meg voltak a maga sebesültjei. A kávéháznak szánt kövekből kijutott a rendőrségnek is. Egyik-másik lovasrendőrt megdobálták. A rendőrök csakhamar türelmüket vesztették. Egy-két percig megállták az ostromot és csak a lovaik táncoltak, toporzékoltak a villamos lámpák fényében, de aztán Veres tizedest oly súlyosan érte egy talán nem is neki szánt kő, hogy menten vérezni kezdett. Bérczy kapitány erre kjajlta a rendeletet a tömeg szétzavarására. A rendőrök nekivágtattak a tüntetőknek és kezdték őket kiszorítani az Andrássy-utra. Majd újabb kődobások által felingerelve, kardot rántottak és épen az Andrássy-ut sarkától kezdve, a hol már nem is annyira tüntetők, mint kiváncsi közönség állott, felvágtattak a járdára és sokan nekivadulva, válogatás nélkül szabdalódtak jobbra-balra, számos sebesülést ejtve mindenfelé. Ez az úgynevezett megtisztítás jó darabig eltartott, miglen a tüntetők egészen elvadultak és el lehet mondani rá, hogy a fékevesztett rendőri brutalitás orgiája volt. A Somossy-mulatótói igy elzavart tüntetők egy része a váci-körutra az Irnperial-dalcsarnok elé vonult, hol minden nagyobb ellentállás nélkül beszüntették az előadást. A Folie-Capriceban nem is tartottak ma előadást, a Herzmann-féle orfeum pedig be se várva a felszólítást, az alig megkezdett előadást kevéssel az opera előtti jelenetek megkezdése után beszüntette. A Somossy-mulató előtt cirkáló és az Andrássy-uton végig száguldó lovasrendörök éles karddal támadták meg a tüntetőket és az egyenlőtlen harcnak áldozata lett négy súlyos és mintegy hatvan könnyen sebesült. A súlyosan sebesültek nevei: Garai István kereskedő, Böhm Bálint fiakkeres, Reiner Ödön, Szalai István kocsis, kiket a mentők vettek ápolás alá. Letartóztatták Réisz Sándort és Mauthner Emilt, ezeket a VI. ker. kapitányságra kisérték, hol az inspekció rendőrtisztviselő azonnal jegyzőkönyvet vett fel velők.
A rend a Somossy-orfeum előtti tüntetés szét- oszlatása után a közönség részéről helyreállott. Akik tüntettek és azok, a kik a tüntetést végignézték, szépen elvonultak, hazamentek. Semmiféle tüntetés többé se az opera, se az orfeum előtt, se sehol az Andrássy-uton nem volt. Ettőlfogva aztán a rendőrök rendeztek egy kis ellentüntetést'. Elkezdtek az Andrássy-uton garázdálkodni. A számokat leszedték egyik-másiknak a sapkája is eltűnt, igy foglaltak állást az Andrássy-uton. Ezek a számozatlan rendőrök az alatt az ürügy alatt, hogy tilos a csoportosulás, lehetetlenné tették a közlekedést. Belekötöttek a békés járókelőkbe, akiknek épen arra vitt az útja, oldalba lökdösték, kergették az embereket és néhányat közülök el is páholtak. így tartott ez körülbelül éjfél- utánig, a mikor már mindenki messziről elkerülte az Andrássy-utat és nem lévén többé kibe belekötni, a haragos rendőrök is, követve a tüntetők példáját, eloszlottak."

### Konstantinápoly Budapesten
Somossy leghíresebb és legmonumentálisabb vállalkozása a lágymányosi öbölben felépített hatalmas vigalmi mulatónegyed, ami a kor legnagyobb szórakoztatóipari komplexuma volt, a Konstantinápoly Budapesten. Megirigyelve a bécsi és a párizsi sikereket (Alt-Wien, Vieux-Paris), valamint az 1896-os millenniumi ünnepségek idejére felépített Ős-Budavára dzsámikkal és középkori falvakkal díszített török hódoltság korabeli Patyomkin látványosságokat, ő is hasonlót tervezett. Eredetileg Ős-Budavárának a vezetésére pályázott, de az ötletet kitaláló dr. Bossányi Iván ügyvéd és Popper műépítész úgy nyilatkozott, hogy aki így szórja a pénzt, az alkalmatlan egy ilyen hatalmas beruházás kézben tartására. Somossy bosszút esküdött és megfogadta, hogy egy sokkal nagyobb, mindennél lenyűgözőbb vállalkozást hoz létre. Az államtól bérbe vette a Gellérthegy tövében az egykori Déli Kikötő helyén húzódó Lágymányosi-öblöt és Konstantinápoly Budapesten néven 1896. május 23-án délután 6 órakor megnyitotta kapuit a vendégek előtt. A tereprendezés során több, mint 72 ezer köbméter földet mozgattak meg, és igen gyorsan haladtak a munkálatokkal.

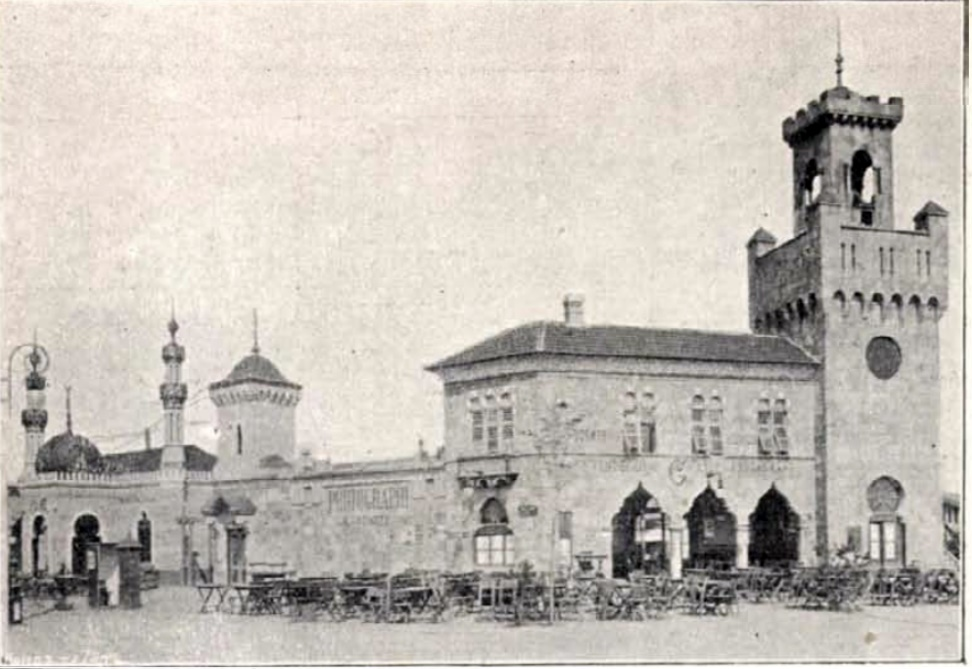
Galata tér Konstantinápoly Budapesten – Vasárnapi Újság 1896.

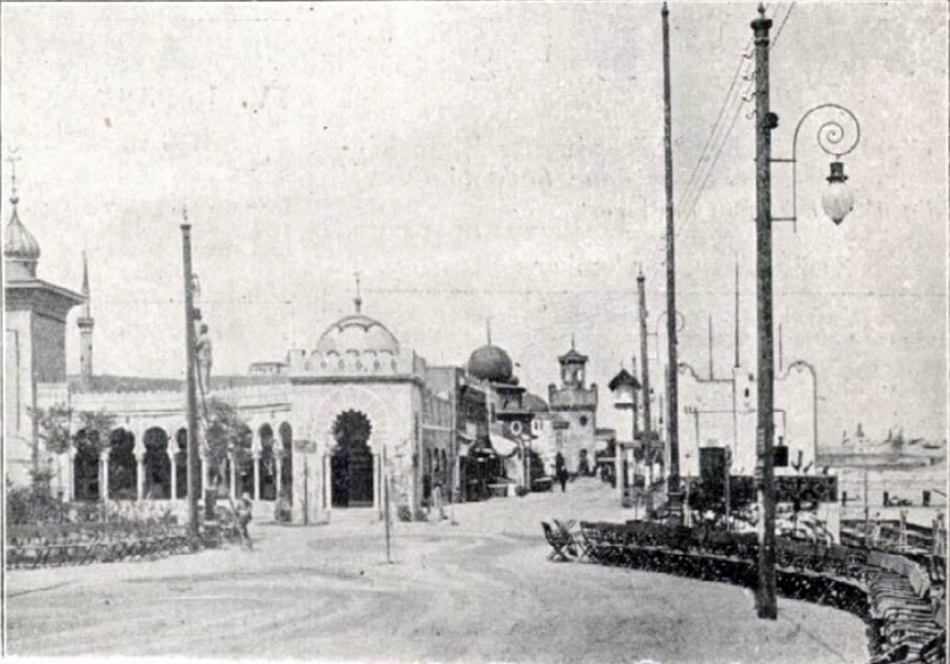
Janicsár tér Konstantinápoly Budapesten – Vasárnapi Újság 1896.

Óriási banki és magánkölcsönöket kellett felvenni a szórakoztatónegyed létrehozásához, de Somossy a korábbi sikereitől megrészegülten, komolyan hitt abban, hogy a befektetés megtérül, és újból a csúcsra tör. Építésznek Kellner Lipótot és Gerster Kálmánt kérte fel a Duna-parti török város megtervezésére. Az épületek kifestését Gerster Károly grafikusra bízták. Kávéházak, kőszínházak, dzsámik, minaretek, mór stílusú épületek, pirotechnika, hadihajó csaták az öbölben (ahol több hajót is el lehetett süllyeszteni), varieté-kabaré-prózai és operaelőadásoknak kiképzett színpadi uszályok, óriás díszhajók, valamint az isztambuli Aja Szófia dzsámi pontos díszletmása. (A mai Schönherz Kollégium épületének a helyén.) Az alábbi helyek is itt épültek fel a teljesség igénye nélkül: Nagy Zenepavilon, a Korzó, a holland Frascati Színház, (amelynek a legnagyobb színpada volt Budapesten, ma az Infopark „A” és „B” irodatömbje áll a helyén), Nagy Színkör, Reich Kávéház, Weber fogadó, Uher Ödön fényképészeti pavilonja.

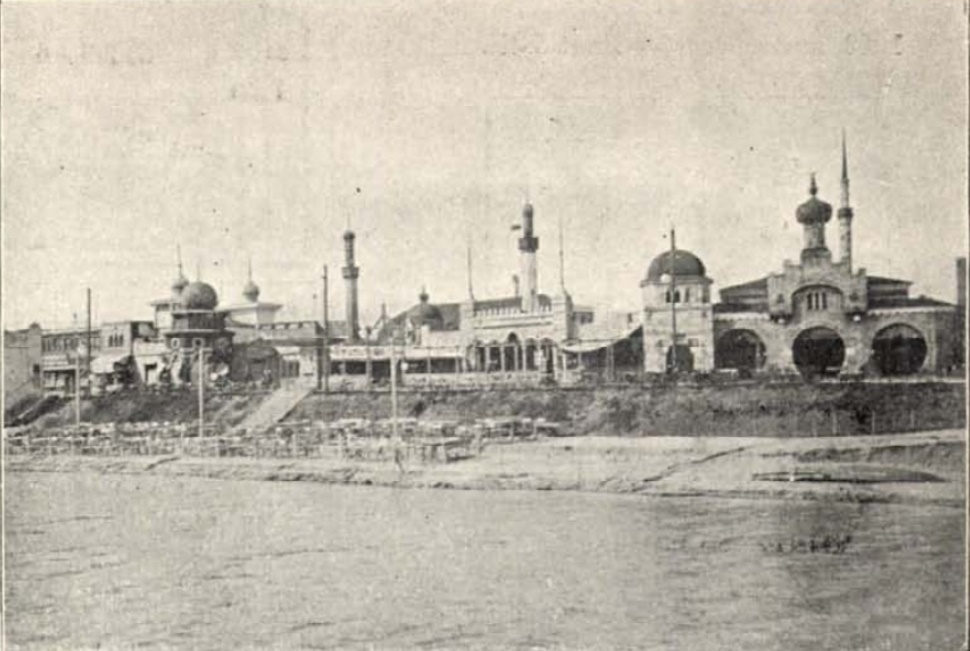
Szultána Kávéház – Konstantinápoly Budapesten – Vasárnapi Újság 1896

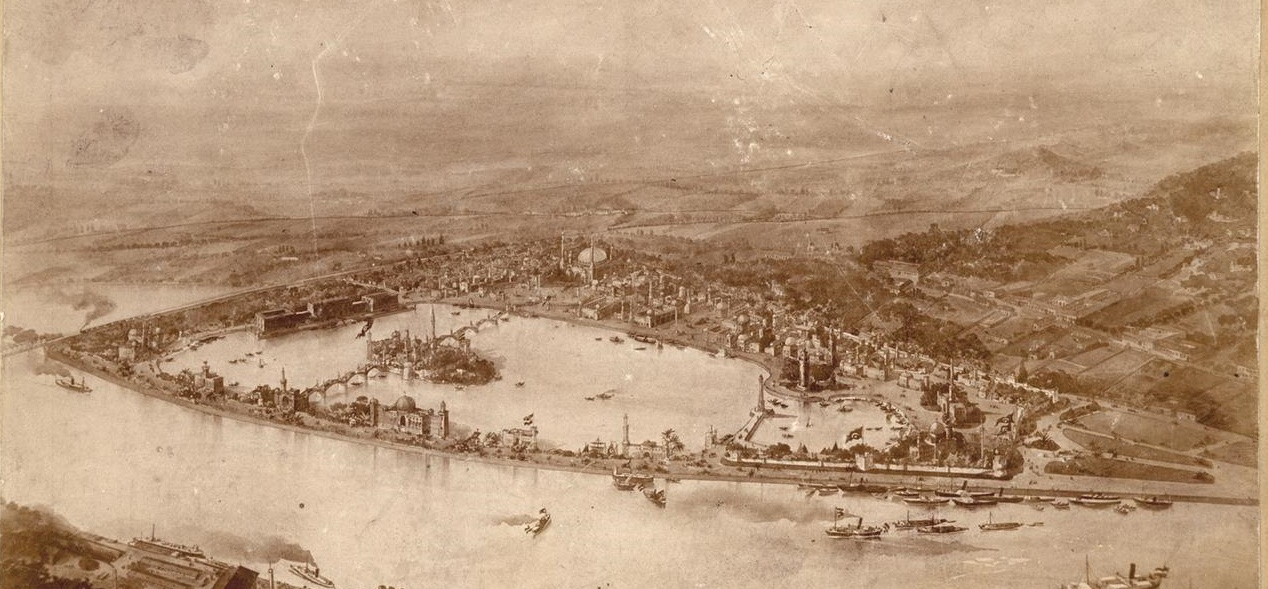
Konstantinápoly Budapesten 1896 – FSZEK Budapest Gyűjtemény

A zenét Dankó Pista és Hamza Gyuszi cigányzenekara szolgáltatta.
A kezdeti hatalmas sikerek ellenére az emberek nehezen szoktak át Budára szórakozni, hiába indítottak társaskocsi és hajós szolgáltatást, amivel könnyedén meg lehetett közelíteni a helyet. A végső döfést mégis a természet adta meg, mivel mocsárra épült az egész komplexum, a nyári nagy meleg miatt óriási szúnyogtámadásoknak volt kitéve az összes vendég, amit képtelenség volt elviselni. Így az arisztokrácia és a köznép is menekülőre fogta, a megnyitást követő két hónap után Konstantinápoly bazársorai és mecsetei üresen tátongtak, senki sem lézengett a girbegurba utcácskák között. A Konstantinápoly Budapesten nem sokkal ezután csődbe ment, az újságok által Tündérvárosnak is hívott városrészre a lassú enyészet várt, pár évig még kisebb-nagyobb részei működtek, aztán az egészet lebontatta az állam és bolgár kertészetet hozott létre a helyén, majd itt épült fel a mai Budapesti Műszaki és Gazdaságtudományi Egyetem, amit maga Ferenc József avatott fel.

### Az első filmvetítés Magyarországon
Somossy Károly nevéhez fűződik az első filmvetítés Magyarországon, ami az Orfeum Télikertjében (a későbbi Moulin Rouge-ban, ma Kálmán Imre Teátrum) történt, 1896. április 29-én, pár hónappal a Lumiére fivérek párizsi bemutatkozása után. A vetítés előtt komoly reklámkampány folyt, a Váci utcában a járókelőknek mutogattak állóképeket és egy-két mozgófelvételt. Jókai Mór is a nézelődők közé keveredett és lelkesen a régi Lloyd épületébe sietett és azonnal beszámolt róla Tisza Istvánnak, Wekerle Sándornak és Lukács Lászlónak: „Képeket láttam, melyek élnek és mozognak. Nézzétek meg! Ez az a találmány, mely egykor a világot fogja felforgatni!" Igaza lett, de csak jóval később. A vetítést nem sokkal később leállították a csekély érdeklődés miatt. (A Pesti Hírlap 1896. május 2-i számában olvasható a hirdetés, hogy az „Élő fényképek a fotó-elektrika legújabb nevezetességei, holnaptól fogva láthatók a Somossy mulató kávéházi télikertjében de. 10 órától estig.” A belépődíj 1 korona volt.)

### A Tarka Színpad
Zoltán Jenő fiatal (1876–1911) magyar újságíró megalapította a Tarka Színpadot 1901-ben. (A Magyar Színház későbbi igazgatója) és a német részek előtt került sor magyar dalokkal magyar kuplékkal. Itt fedezték fel Kornai Bertát, Csatay Jankát, Szentgyörgyi Lenkét (operettdívák), Rátonyi Ákost – minden idők legnagyobb bonvivánja. Az első próbálkozás volt a magyar nyelvű kabaré meghonosítására, de kudarcba fulladt. 1902-ben leállították. Gyárfás Dezső, a Tarka Színpad egyik állandó mulattatója szerint a bukás a közönség merevségének volt köszönhető, akik nem tudtak alkalmazkodni mindahhoz az újdonsághoz, amit Zoltán Jenő csapata kínált. Korábban is volt magyar kuplé Baumann Károlynak köszönhetően a Fővárosi Orfeum színpadán, sőt, már a Kék Macskában is, de az egész est megmagyarítása már soknak számított, ahogyan az új műfaj kultúraköziségével sem tudtak mit kezdeni a nézők, nehéz volt definiálni, hogy szórakozni vagy művelődni ülnek-e be az előadásra. A végső ítéletet, az Országos Színészegyesület mondta ki: kifogásolták, hogy a színészek terített asztalok előtt szerepeljenek, ezért 24 órát kaptak, hogy felmondják szerződésüket, különben ellehetetlenítették volna pályájukat.

### Az állandó csőd árnyékában
Miközben kifelé sikeresen sugározta a sikeres üzletember imázsát, állandó anyagi problémákkal küszködött. Lehetetlen tartozásai nyilvános árverésekhez vezettek, ahol gyakran a lakásának, házainak, vendéglőjének, vagy orfeumának egész belső készletét, bútorzatát elárverezték és kezdhetett elölről mindent. Az alábbi lista jól érzékletesen mutatja mennyire elhivatott és szenvedélyes ember lehetett, ha ilyen csapások után is képes volt talpra állni.

#### Árverések
1861.június 19. 10 óra – Baittrok Ödön felperessel szemben fennálló követelés – Uj utca 1. szám alatt – 494 ft-ra becsült ingóságok, házi bútorok és eszközök.
1867. március 13-án du. 3-kor a Hajóstér 6. szám alatt Somossy Károly ingóságait árverezik
1869. november 8. Árverés Jánosy Rezső részére Somossy Károly ellen elrendelt váltóvégrehajtásnak esten, a Váczi utca 21. számú házban történt foganatosítása alkalmával 1386 forintra becsült bútorok, szobaeszközök. (Pesti Királyi e.b. váltószék)
1870. július 20. Zwach Miksa Somossy elleni 600 ft tőke s járulékai iránt lefoglalt ingóságok, házi bútorok és aranyneműk elárverezése.
1870. június 17. Leitner Henrik részére Somossy Károly ellene elrendelt váltóvégrehajtás a Hermina-téri Orpheum dalházban, 1615 ft 60 rajzárra, és 360 db varietés színházi részvény kerül lefoglalásra
1870. december 8. Guttman Simon felperes Somossy ellen (pest-terézvárosi egyesbíróság) Hajós tér 6. szám alatt 2068 forint 90 krajcár különféle korcsmai felszerelvények árverezése
1871. Salán János, Somossy Károly ellen lefoglalt kötbér – 300 ft
1871. február 7. Somosi Károlytól Hölle J. M. és Stránszky József részére Pesten n.-mezőutcza 20. sz. a. lefoglalt 2068 frt 90 krra becsült ingókra a pesti váltótszéknél fcbr. 9-ig. 1871. március 13. Hajóstér 6. Stransky és Hálle részére 631 frt 34 kr er. lefoglalt 2068 frtra becsült ingók 1871. április 17. Schaffer György Somossy Károly ellen 1000 forint és 2000 forint tőke és járulékai iránt lefoglalt kocsmai fölszerelvények és szobabútorok elárverezése
1871. július 22. Somossy Károlytól Sztrauszky József részére Pesten n.-mező-utcza 20. foglalt 2068 frt 90 krra becsült ingókra a pesti váltó.tszéknél jul. 22-ig. 1871. aug. 4. 30db gyógyszerészeti és művegytani vállalati részvény árverezése, Zelenka Ferencz részére
1872. február 15. du 3 óra – Hajóstér 6. Somossytól lefoglalt fogadó berendezés elárverezése
1873-ban tönkremegy a Beleznay-kert üzemeltetésében, Szvetics bácsi (Szvotis János) a szomszédos Pannónia szálló kávésa segíti ki, így újra tud nyitni.
Több adat is arra utal, hogy apósa Swoboda János/Ignác nevében is hiteleket vett fel, amiket aztán nem tudott visszafizetni. Ezt bizonyítja az abban időben megnövekedett végrehajtások a Török Császárhoz nevű kávéházban.
1873. március 13. Förster Lajos részére Svoboda János ellen elrendelt váltóvégrehajtás. Rózsatér 2. 5893 ft. 50kr. Kávéházi falszerelvények. Nagymező utca 20. Orpheum helyisége és falszerelvényei 15653 ft értékben lefoglaltattak. (Bpi Közlöny 1873. március)
1873. március 18. – Rózsa tér 3. szám alatt kávéházi ingóságokat lefoglalnak Svoboda Jánostól a felperes Lazarsfeld L. R. fiai részére 280 ért 76 krajzár követelés kielégítésére. (Bp-i Közlöny 1873. nov.)
1873. március 22. Marek Antal részére Swoboda János ellen elrendelt váltóvégrehajtás Pesten a Rózsa-tér 3. szám alatt 5893 ft 50kr. Nagymező utca 20. Orpheum helyisége falszerelvényei 14458 forint értékben lefoglaltattak. (Bpi Közlöny)
1873. április 2. du fél három – Swoboda János ingóságai, Rózsa tér 2.
1874. január 16. Swoboda János ellen Szemler Ferenc és neje részére 526 ft 40 krajcár kielégítésére szobai bútor, ágynemű, ingóságok.
1898. március 24. Somossy Károly ingatlana, Alkotmány utca 22. fszt. 1.
1901 Csőd: A budapesti kir. tszéknél Somossi Károly ellen, bej. febr. 4., fsz. (Budapesti Közlöny)

### Új-Somossy Orfeum

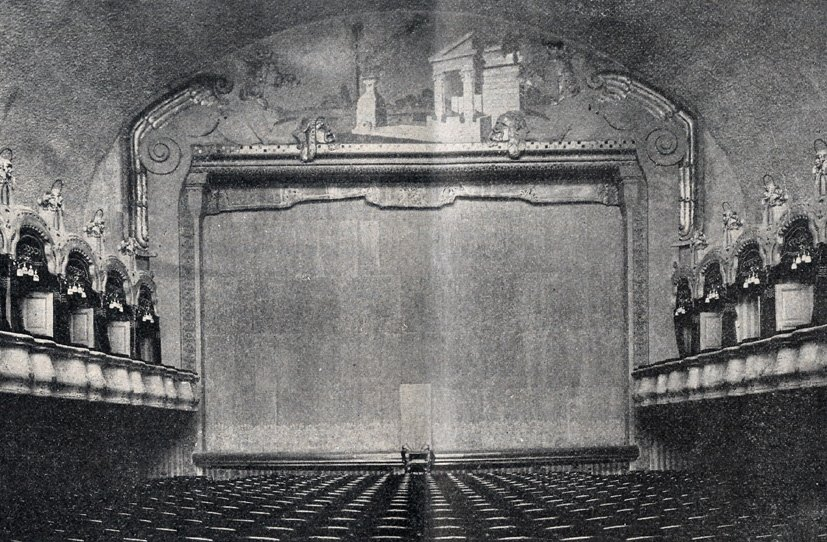
A Somossy Orfeum (1901-1902), melyet 1903-ban Beöthy László alakított át Király Színházzá. 1903-ban nyílt, 1936-ig üzemelt, 1941-ben lebontották a homlokzatát. Az új épület mögött most is ott van a régi nézőtér és színpad.

1899-ben végleg csődbe ment az Orfeum, előbb Albrecht Ferenc vendéglőtulajdonos a Király utcai Wiener Bierhaus tulajdonosa, majd Waldmann Imre (a Ronacher bécsi Orfeum üzemeltetőjének fia, és a hamburgi Thália Színház vezetője, majd a berlini Apolló Színház igazgatója) vásárolta meg és üzemeltette tovább (Az Újság, 1935-07-28 / 170. szám). Később ő is tönkrement, és Bécsben 60 évesen felkötötte magát (Rakéta Regényújság, 1980-02-19/8. szám).

10 évre évi 7200 korona kegydíjat és 2400 koronás lakást biztosított, de Somossy azt mondta, a családja nem tud megélni napi 20 koronából, ezért 14.000 koronáért eladta a 10 évre szóló járadékot és új orfeumot épített. (1901) Annyi volt a feltétele a szerződésnek, hogy nem kezd konkurenciába a régi Orfeummal. Somossy nem bírta a tétlenséget és újabb terv megvalósításába kezdett. A Király utca 71. szám alatti épületet vette meg és 1901-ben megnyitotta az Új-Somossy Orfeumot (IV. Somossy Orfeum), a későbbi Király Színházat. 

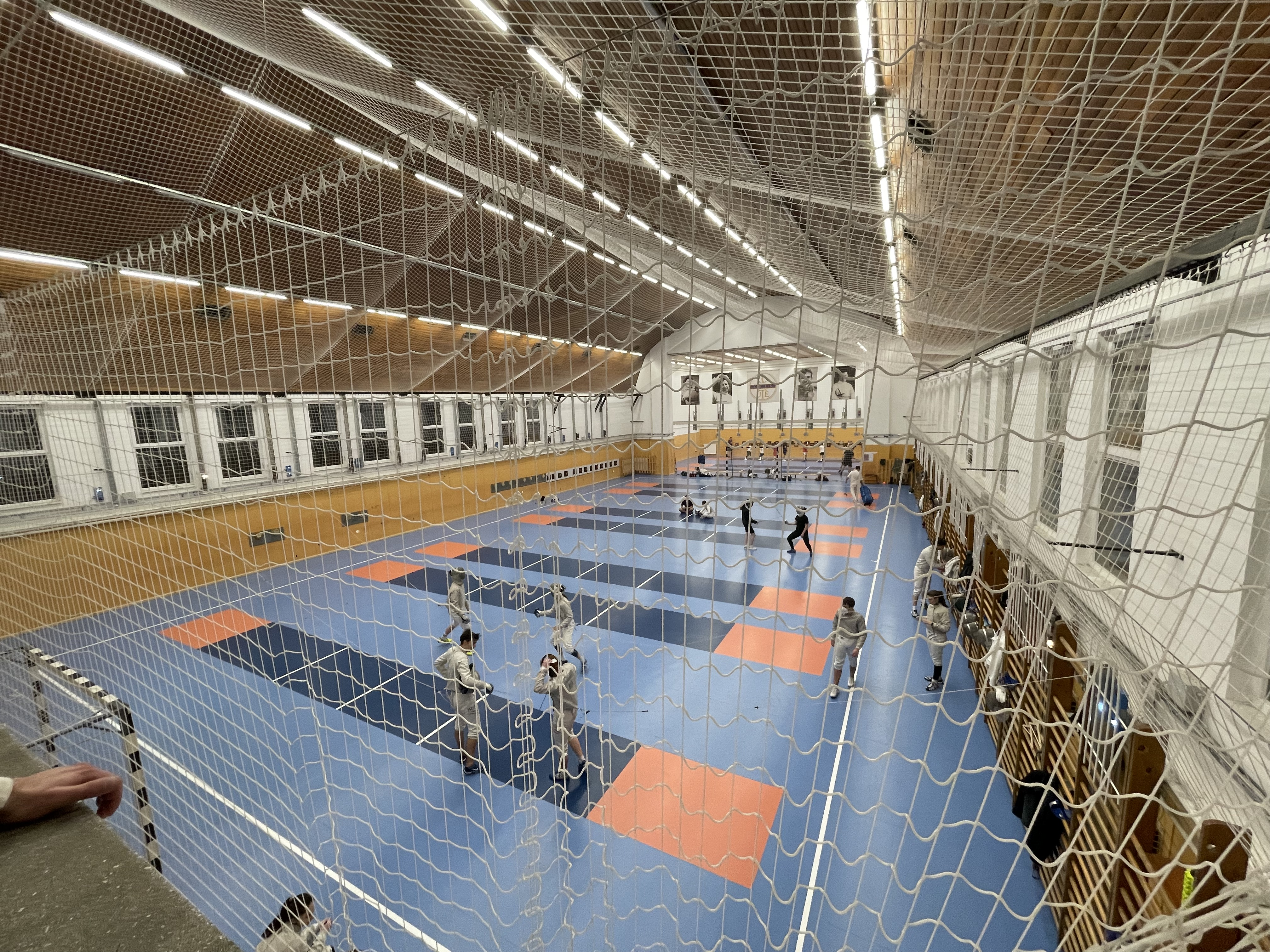
A Király Színház nézőtere és színpada, 2022-ben. Jelenleg UTE Vívócsarnokként üzemel.

"A Somossy-Mulató megnyitása. A főváros éjjeli világa ma igazi világvárosi attrakcióval gyarapodott: az új Somossy-Mulatóval, a Király utcában. Még nem kész egészen, a bejáró, a páholyok, a ruhatár meg munkáskezekre várnak, de azért az egész berendezés a legkényesebb ízlést is kielégíti, maga a változatos műsor pedig e téren tapasztalt embereket is minden irányban kielégít. Szinte sok az, amit nyújt, belefásul az idegzet a tarka, izgató látványosságokba, melyeknek produkciója belenyúlik a késő éjszakába. A fővárosi közönség viszontlátta Carola Cecíliát, aki új repertoárral tért vissza és egyszeriben meghódította magának a közönséget. Igen nagy sikere volt a spanyol táncosnőknek, akik a maguk nemében érdemeset produkáltak, tüzes táncukat többször is meg kellett ismételniük. Henry French amerikai zsonglőr, aki a berlini Apolló-szinházból jött ide, bámulatraméltó és egyben kacagtató mutatványokkal szórakoztatta a közönséget, mely a megnyitó előadás alkalmából elárasztotta a helyiségeket. Ezen kívül több kisebb-nagyobb ének- és mutatványszám volt, mindegyike megérdemli, hogy meghallgassák, vagy megnézzék. Az új mulató, a mai est után ítélve, kevés idő múlva találkozóhelye lesz a budapesti közönségnek és idegeneknek." (Pesti Napló, 1901. december 5.) 

## Halála
Mivel saját tőkéje nem volt elegendő, a neki dolgozó régi emberekből, pénztárosoktól, művészektől kért „kölcsön”, hogy befektesse a pénzüket a busás haszon reményében. A terv nem vált be, óriási bukás lett, 1903-ban be is zárták az egészet, és a névleg tulajdonosként megjelölt két Somossy lányt, Frommer Zsigmondnét és Huline Henrikné Somossy Fannyt bíróság elé citálták, és egy hosszú per után megállapították, hogy nem ők voltak a csőd okozói, az egészért Somossy Károly volt a felelős, aki képtelen volt elviselni a bukással járó terhet, és egy mosónőtől, özvegy Klein Illésnétől bérelt hónapos szobában (szoba másokkal megosztva a Nagymező utca 32.-es szám alatt, kilátással a Somossy Orfeumra), veseelégtelenségben egyedül, nincstelenül halt meg 1903. március 2-án, nem sokkal a csőd után. Az Új Köztemetőben helyezték örök nyugalomra 1903. március 4-én. A Budapesti Artista Egyesület szeretett volna neki sírhelyet állíttatni, de Halmos polgármester elvetette az ötletet tékozló életmódja miatt, érdemeit nem ismerte el. A temetés 180 koronába került, ebből 100 koronát Carola Cecília küldött Berlinből, a berlini Internationalis Loge pedig 32 koronát küldött az egyesületnek a temetés költségeinek fedezésére. A sírt senki sem újította meg az elmúlt 120 évben, ezért ma már nem található meg a temetőben.

## Művei
- Asszonyregiment – Das Frauenbataillon – vagy Hölgyzászlóalj (Grosses militärisches Schaustück mit Gesang, Tanz und Evolutionen von Karl Somossy, Musik von W. Rosenzweig. Im Budapesten Orpheum mit riesigem Effect gegeben und übt fortwährend grosse Anziehungskraft.)„Ha végigmegy a körúton Egy K. und. K. huszár, Rögtön megáll a forgalom S mindenki nézi már A jó Isten az égbe fenn Ha rájuk néz, nevet, Hisz ő teremtett jókedvében Huszártiszteket. Mikor a K. und. K. Regiment kivonul A virág kivirul És a lány szíve kigyúl Mikor a K. und. K. Regiment sorban áll, Még Ferenc Jóska is szalutál."

Ez az operett volt igazában az első káprázatos látványosság Budapesten, olyan előadásban, olyan szereplőkkel, amelyhez különb nem mérhető. Carola Cecília, Hansi Reichsberg, Zamora, a Martens kisasszonyok, Luise Fischer, Ilanson Dagmar, Gyurkovits Lola és még vagy kétszáz válogatott bécsi és pesti szépség, amint az osztrák-magyar hadsereg mélyen dekoltált szinpompás uniformisaiban, Rück és Werner, a nagyszerű komikusok kommandójára felvonultak a színre. Zenéjét szerezte W. Rosenzweig.
Die Hose Roth, die Weste blau,
Sie kennen die Farben ganz genau,
Die Hose blau, die Weste Roth,
Die Farben sind der Manner Tod.
- Giardinetto (Grossartiges Poutpurri mit effectvoller Ausstattung Zusammengestellt von K. Somossy und W. Rosenzweig) – Offenbach: A gerolsteini nagyhercegnő paródiája
- Bogár Imre – Regényes, bohózatos, látványos daljáték balettel. Írta Somossy Károly, zenéjét szerezte Rosenzweig V.
- A fáraó felesége – nagy bibliai kiállítású travesztia – dallamos zenéjét Rosenzweig Vilmos irta, a szöveg felelős szerkesztőjeként pedig Somossy Károly van megnevezve."A mai főpróbánál különösen tetszett egy ügyes kuplé „quod erat demonstrandum“ refrénnel, egy bájos duett-keringő és egy ensemble-karének. Az operette-ben fellép a Somossy mulató új primadonnája is, Klinkoff Emmy, aki ügyes énekesnőnek bizonyult, de játékában kevés az élénkség. A régi gárdából Werner Ödön lépett fel vaskos humorával zajos derültség közt mókázott. A párisi nagy opera jelmezmestere által szállított jelmezekről bátran kérdhetjük, hogy hát tulajdonképen mit is szállított az a párisi gourmand? E pazar ízléssel készült jelmezhiányok és a szebbnél-szebb nőszereplők azonban pompásan beleillenek a Somossy mulató pazar barokk-stílü keretébe." (Pesti Hírlap, 1894-04-10 / 100. szám)
- Artilleria Rusticana – A Cavalleria rusticana (Parasztbecsület) paródiája (Burlesque Operette in einem Acte. Text von K. Somossy, Musik von Wilhelm Rosenzweig)
- Spiritisten – A spiritiszták (Burlesque Operette in einem Acte. Text von K. Somossy, Musik von Wilhelm Rosenzweig)
- Der grosse Kahlif (Ausstattungs Operette in einem Acte. Text von K. Somossy, Musik von Wilhelm Rosenzweig)
- A rikaraki varázséj – operett egyveleg
- Nagy bolond estély – Budapest a bolondok tornyában – bemutató: 1897. február 27.
- Asszonyi párbaj – Történeti víg daljáték egy felvonásban. Írta Somossy Károly, zenéjét szerzett Rosenzweig Vilmos. A táncokat betanította Holzer J. balletmester

Ezek a darabok valójában mind a vejének, Rajna Ferenc színműírónak a művei voltak, de mivel abban az időben ezt ő nem írhatta alá, nem fért össze az újságírói, írói tevékenységével, valamint ezen egy-háromfelvonásos darabok előadására kizárólag Somossynak volt engedélye a Népszínházon kívül, még német színházigazgatói korából. (valószínűleg a Német Színházra gondolt Rajna Ferenc. Budapesti Hírlap – 1932-03-20 / 65. szám)

## Sztárok, vendégek, fellépők és előadások a Somossy Orfeumban
A produkciók leírásában a művészek eredeti, műsorban megjelent foglalkozását tüntettük fel.
| Fellépők neve                          | produkció                                                                         | dátum        | Fellépők neve                           | produkció                                                                       | dátum          |
| -------------------------------------- | --------------------------------------------------------------------------------- | ------------ | --------------------------------------- | ------------------------------------------------------------------------------- | -------------- |
| Kauffman testvérek                     | műbiciklisták                                                                     |              | Little Lizzie                           | elváltozó (sic!) és énekművész                                                  |                |
| Martin Schenk                          | vizionista bűvész                                                                 |              | Brothers Mellor                         | néger különcök (sic!)                                                           |                |
| Rhaden bárónő                          | lovas artista                                                                     |              | Mire Angela                             | artista                                                                         |                |
| Martens kisasszonyok                   | énekesnők                                                                         |              | Miluschka de Latto                      | német énekművész                                                                |                |
| Trandafir tündérek                     |                                                                                   |              | Madame Manom Bertrand                   | táncművész                                                                      |                |
| Schumann nővérek                       |                                                                                   |              | Luise Fischer                           |                                                                                 |                |
| Roger nővérek                          | énekesek, táncosok                                                                |              | Signorina Semperz                       | spanyol énekesnő                                                                | 1897.05.       |
| Neumann nővérek                        | Neumann Laura és nővérei                                                          |              | Fanchon és Henriette                    | vadászkürt virtuózok                                                            |                |
| Huline Brothers                        | komikusok, zenebohócok                                                            |              | Marietta és Irma D'Elvert               | jux és jellem duettisták (sic!)                                                 |                |
| Yvette Guilbert                        | énekesnő                                                                          | 1893         | Mr. Kolling                             | a férfi vízben, úszó és búvármutatványok                                        |                |
| Anna Held                              | primadonna, énekesnő                                                              | 1894         | Jose Hurgini                            | zsonglőr                                                                        |                |
| Madame Mélaly                          |                                                                                   |              | Sussin Alfonz                           | operett énekes                                                                  |                |
| Cody ezredes                           | (Coily William) társulata is van, artistákkal.                                    |              | Masu és Janeyoshl Kawakamis             | japán kardvívók                                                                 | 1894           |
| Armand D'arg                           |                                                                                   |              | Monsieur et Madame Bérat                | francia kettős                                                                  | 1893           |
| Vasquez lányok                         | (Didi, Alice és Mariska)                                                          |              | Guerrerora                              |                                                                                 |                |
| Frizzo                                 | átváltozóművész                                                                   |              | Tortaradorra                            | Táncosnő                                                                        |                |
| Alda Cavalieri                         |                                                                                   |              | Susanne Duvernoisra                     | táncosnő                                                                        |                |
| Little Tich                            | kabarékomikus                                                                     |              | Maria Taglioni                          | ismert bolero táncosnő                                                          |                |
| Annie Dirkens                          |                                                                                   |              | Odillon Helén                           | német színésznő, bécsi színtársulattal az "Aranyi Éva" című darabban lépett fel | 1897. jan. 31. |
| Kreol Trió                             |                                                                                   |              | Mimi la Parisienne                      | francia táncosnő                                                                |                |
| Miss Texarkansas                       |                                                                                   |              | Tortajada                               | spanyol táncosnő                                                                |                |
| Tartjanszakaj                          | orosz táncosnő                                                                    |              | Halm Willi                              | népdalénekes                                                                    |                |
| Miss Ophélia                           |                                                                                   |              | Labounszkaya Mária                      | a szentpétervári császári udvari színház első táncosnője                        |                |
| Karl Maxstadt                          |                                                                                   | 1894         | Thompson Claud Eduard                   | nőimitátor (álnév: Raja Kanjit Sinhjt indiai herceg)                            |                |
| Jackson and Joseph                     | amerikai excentrikus táncosok                                                     |              | Käthe Doré                              | erő-művésznő                                                                    |                |
| La belle Otéro                         | a gyémántkirálynő                                                                 | 1892, 1896   | Clara della Torre                       | dán énekesnő                                                                    |                |
| Edler Guszti és György                 | a fenomenális tiroli énekes pár – az Egy negyed óra az Alpesekben című jelenetben |              | Salmo Juno                              | a modern Orpheus                                                                |                |
| Olga Barrison                          | táncosnők. Később csatlakozott Inger és Gertrud Barrison (1898)                   | 1898         | Edelmann Marienna                       |                                                                                 |                |
| Loïe Fuller                            | amerikai táncosnő, színésznő                                                      | 1902         | Victoria Dyberg                         |                                                                                 |                |
| The 5 Sisters Lorrison                 | énekesnők, táncosok                                                               | 1901         | Marzetto                                | a kígyó fiú                                                                     |                |
| Leopoldo Fregoli                       | átváltozóművész                                                                   | 1900-1901    | Auguste Golusch                         | artista                                                                         |                |
| Dagmar Hansen                          | kabaré-énekesnő, színpadi előadó                                                  | 1901         | Schottes Elza                           | zsonglőr                                                                        |                |
| De Vehr nővérek                        | svájci duettisták                                                                 | 1894         | Brothers Deltorelli                     | zenebohócok                                                                     | 1893           |
| Miss Elsie Leslie                      | angol énekesnő és táncosnő                                                        | 1894         | Brothers Barett                         | angol fejequilibristák                                                          | 1893           |
| Jones és Robinson                      | komikusok korláton (sic!)                                                         | 1894         | Werner Manó                             | dalkomikus                                                                      |                |
| Bettina Ruffini                        | szerpentin táncosnő                                                               | 1894         | Charlet Bookmann Darolly                | ventroloquista                                                                  |                |
| Josef Linzer                           | énekes                                                                            |              | Charles Bookmann Darelly – Miss Darelly | ventroloquista és polyphonista, Roman szék pyramis és kézi equilibrista (sic!)  | 1893           |
| Antonia Girard                         |                                                                                   |              | Romano                                  | székpyramikus és kés epuilibrista (sic!)                                        |                |
| Salmo Juno                             | "modern Orfeusz"                                                                  |              | Sigh úr                                 | gyorsrajzoló                                                                    |                |
| Hoopson nővérek                        | műkard művésznők                                                                  |              | The Stelling Brothers                   | tornászok, artisták                                                             |                |
| A 4 Picanini                           | amerika néger fiúnégyes                                                           |              | Leonardi csoport                        | artisták                                                                        |                |
| Mr. Judge Alaska                       | idomított tengeri fókákkal                                                        | 1901         | Scherrmann és Morisey                   | amerikai előadóművészek                                                         |                |
| Miss Charmion                          | trapézon átváltozó jelenettel (artista)                                           | 1901         | Harry és Joé                            | akrobatikus bohócok                                                             |                |
| Dante                                  | a fenomenális lángember                                                           | 1901         | Henry Frensch                           | új chinai mutatványokkal                                                        | 1901           |
| Glöckner Jozefin                       | színésznő a bécsi Népszínházból                                                   |              | Hurgini                                 | szerpentin zsonglőr                                                             |                |
| Tipp-Topp hármas                       | angol énekesnők és táncosnők                                                      |              | Curza asszony                           | sodronykötélen balance rúddal és anélkül előadja a salto mortalét               |                |
| The Arley's                            | komikus biciklisták                                                               | 1901         | Prokowsky nővérek                       | artisták                                                                        |                |
| The Freydos                            | kézi akrobaták                                                                    | 1901         | Jagendorfer György                      | erőművész                                                                       |                |
| Mario Vera                             |                                                                                   |              | Madamosille Pyttas                      | énekesnő                                                                        |                |
| Derry nővérek                          | (Jane és Irma) szerpentin táncosnők                                               |              | Miltano és Briano                       | tornászok                                                                       |                |
| Sansoni nővérek                        | helvét atléta és birokbajnoknők                                                   |              | Gouqet Ágost                            | a kerékpározás mesterművésze                                                    |                |
| Benardelli Adél és signor Patani Artur | valamint Wrane G. – a Sonzogna operatársaságtól                                   |              | Fritzi Ferry                            | énekesnő                                                                        |                |
| Martinetti csoport                     | akrobaták                                                                         |              | Rappoldi Annita, Katarino Annita        | artistanők                                                                      |                |
| Kilányi csoport                        | artisták                                                                          |              | Miss Foy                                | szerpentintáncosnő                                                              |                |
| Mile Becart                            | francia excentrikus énekesnő,                                                     |              | Veltsam                                 | oroszlánszelídítő                                                               |                |
| Systers Mycette                        | angol ének és táncművésznők                                                       |              | Sisters Ellington                       | angol táncos és énekesnők                                                       |                |
| Kain és Abel                           | komikus tornász duó                                                               |              | Madamosille Jeanne Pardoux              | excentrikus énekesnő                                                            |                |
| Mr. Jannes Delavar                     | a boxoló kenguru                                                                  | 1893         | Mademosille Angelique                   | idomított kutyákkal                                                             |                |
| Förster Tóni                           | chanson énekes                                                                    |              | Regollo I.                              | bűvész és árnyjátékművész                                                       |                |
| Zamora Marietta                        | chansonette                                                                       |              | Mr. Marshall                            | kaucsuk ember                                                                   |                |
| Pechon di Rigal úr és asszony          | súly zsonglőrök                                                                   |              | Elly van Swith                          | xylophonművész                                                                  |                |
| Tokaji-négyes                          | magyar és orosz énekesek és táncosok a híres Semmel-társulat volt tagjai          |              | Martens Eugénia                         | szubrett                                                                        | 1901           |
| MORCASCHANI                            | ausztráliai excentrikusnő                                                         | 1901         | Belling Viktorine                       | zsonglőrnő                                                                      | 1901           |
| Morton és Elliott                      | a papíros királyok                                                                | 1901         | Borg testvérek                          | svéd kettős                                                                     | 1901           |
| THE HAYTONS                            | excentrikusok                                                                     | 1901         | Thomson Anna                            | dán chansoneste                                                                 | 1901           |
| Willy Zimmermann                       | mimikus                                                                           | 1901         | Lola Parny                              | énekesnő                                                                        | 1901           |
| Miss Foy                               | szerpentintáncosnő                                                                | 1897         | A négy Ellington nővér                  | angol táncos és énekesnők                                                       | 1897           |
| Turner nővérek                         | "versenytárs nélkül álló tornász-csoport"                                         | 1897         | Cee-Mee                                 |                                                                                 | 1897           |
| Gaetanos Allanz hármas                 | Nagy hölgy énekegyveleg                                                           | 1897         | Madame Manon Bertrand                   | táncosnő                                                                        | 1894           |
| Titi Sydney kisasszony                 |                                                                                   | 1897. 05.15. | Miss KOSIKY                             | (dompteuse) állatszelídítő                                                      | 1893           |
| Baviera Minna                          | (Zichy Herman grófné) énekesnő                                                    | 1893         | Ada Colley                              | Az ausztráliai csalogány                                                        | 1901           |
| Mlle Burbeaux                          | francia excentric-énekesnő                                                        | 1893         | Marietta Angeli                         | német soubrette                                                                 | 1893           |
| Maudés Granto                          | excentrikusok a sodronykötélen (vlsz. artisták)                                   | 1894         |                                         |                                                                                 |                |

### A Somossy Orfeum szerződéses Művészei
| Név                          | Titulus                       | Dátum     | Név                                           | Titulus                           | Dátum |
| ---------------------------- | ----------------------------- | --------- | --------------------------------------------- | --------------------------------- | ----- |
| Kőszeghy Jenő                | főrendező                     | 1897      | Kininger Irma                                 | orfeumi énekesnő                  |       |
| Kőszegi Ödön                 | Új-Somossy Orfeum főrendezője | 1903      | Lövy Ilona                                    | orfeumi énekesnő                  |       |
| Haas István                  | rendező                       |           | Lehotzky Sándor (Tacianu)                     | nőimitátor                        |       |
| Ferdinánd Rück               | rendező                       |           | Várady E. úr                                  | dalénekes                         |       |
| Carola Cecília               | énekesnő, színésznő           | 1888-1903 | Gyurkovits Lola                               | kuplé-énekesnő                    |       |
| Rienzi Mariska               | énekesnő                      |           | Ligeti Klári                                  | színésznő                         |       |
| Hansi Reichsberg             | énekesnő                      |           | Szentmiklóssy                                 | énekes                            |       |
| Holzer J                     | balettmester                  |           |                                               |                                   |       |
| Hopp Jolán                   | baletthölgy                   |           | Kribaum Ferenc                                | komikus                           |       |
| Berzeviczy Etel              | baletthölgy                   |           | Szomjas Dániel                                | színész                           |       |
| Guttman Paula                | baletthölgy                   |           | Hutter Károly                                 | színész                           |       |
| Batta Teréz                  | baletthölgy                   |           | Tren Hugó                                     | színész                           |       |
| Organek Antónia              | baletthölgy                   |           | Szederkényi Ilka                              | színésznő                         |       |
| Musz Terka                   | baletthölgy                   |           | Feretti Adél                                  | színésznő                         |       |
| Fauchon Franzi               | baletthölgy                   |           | Keleti Juliska                                | színésznő                         |       |
| Déri Gizella                 | baletthölgy                   |           | Sugár Elza                                    | színésznő                         |       |
| Mágnás Elza                  | büfédáma                      | 1896      | Szirmay Vilmos                                | színész                           |       |
| Hédidédi                     | büfédáma                      |           | Tihanyi Freyler Irma                          | chansoneste, énekesnő             |       |
| Pláner Tercsi                | színésznő                     |           | Baumann Károly                                | komikus, énekes                   |       |
| Léderer Tercsi               | színésznő                     |           | Gyárfás Dezső                                 | komikus                           |       |
| Schwarz Mici                 | artistanő                     |           | Fleckelesz Róza                               |                                   |       |
| Kovács Ilonka                | színésznő                     |           | Seidl Albert                                  |                                   |       |
| Récsey Mariska               | chansonette, artistanő        |           | Módl József                                   | komikus                           |       |
| Moraw Adél                   | énekesnő                      |           | Rienzi Mariska                                | énekesnő                          |       |
| Hős Terka                    | énekesnő                      |           | Hansi Reichsberg                              | énekesnő                          |       |
| Galantay Aranka              | táncosnő                      |           | Huszár Pufi (Huszár Károly, Hochstein Károly) | komikus                           |       |
| Kende Bella                  | tánc- és énekművésznő         |           | Barótki (Baróthy?) Laura                      | énekesnő, (chansonette)           |       |
| Schenk Irén                  | énekesnő                      |           | Rajna Ferenc                                  | hírlapíró, színiíró (álnéven írt) |       |
| Vécsey Alice (Gróf Gyulayné) | cimbalomművész                |           | Deutsch Frigyes                               | impresszárió                      |       |
| Móré Vilma                   | énekesnő                      |           | Baldácsy Anna                                 | énekesnő                          |       |
| Bánffy (Benedikti) Mariska   | énekesnő                      |           | Bogdáni Vilma                                 | énekesnő                          | 1895  |
|                              |                               |           |                                               |                                   |       |
|                              |                               |           |                                               |                                   |       |

### Előadói csoportok, amelyek felléptek a Somossy Orfeumban
| Név                                          | Színház                                                                                 | Dátum           | Darab                          |
| -------------------------------------------- | --------------------------------------------------------------------------------------- | --------------- | ------------------------------ |
| Max Beinhart (Elsa Heims, Gregory, Valentin) | a berlini Deutsches Theater vendégjátékával                                             | 1900. július 2. | Halbe Miksa: Jugend c. drámája |
|                                              | A burgszínház vendégjátékai                                                             |                 |                                |
| Reichenberg Suzanne                          | és társulata                                                                            | 1896. márc. 22. | Az Egér c. vígjátékkal         |
|                                              | A Comédie Francaise matinéi                                                             |                 |                                |
| Kontinentál Éden Színház                     | Schenk B. Igazgató személyes vezetése mellett Milánóból, elsőrangú társulatával lép fel | 1900. aug. 25.  |                                |
| Tortakoff                                    | orosz csoport                                                                           |                 |                                |
|                                              | Olasz spanyol utcai énekesek                                                            |                 |                                |
| Medwedeff S. A.                              | a legjobb orosz ének és tánc kozák csoport                                              |                 |                                |
| Magyar színi előadás                         | 30 tagból álló magyar színtársulat                                                      |                 |                                |
| Abdullah Emin Bey                            | arábiai tánc és énekcsoport                                                             |                 |                                |
| Capt. Leonard F. Durell Compagnie csoport    | (7 férfi és egy hölgy)                                                                  | 1897-05-26      |                                |
| S. A. Medwedeff                              | Oroszország legjobb ének és tánccsoportja (5 hölgy, 4 úr)                               |                 |                                |
| Phoites Joseph                               | amerikai némajáték-társulat                                                             |                 |                                |
| Nisihama Matzui                              | császári japán csoport                                                                  | 1897.05.        |                                |
| Log Roller                                   | vizi-equilbrista, műúszás, búvárnűvész- és vízi némajáték társaság                      | 1897.05.26.     |                                |
| Mirza Abbas                                  | perzsa előadócsoport                                                                    | 1893. 11. 21.   |                                |

### Előadások
A Somossy Orfeumban a korban érvényes szabályozás szerint egész estés előadásokat, operetteket, olyan történeteket, melynek cselekménye van, tilos volt előadni. Somossy Károly ezt a szabályozást különféle trükkökkel éveken keresztül kijátszotta, és így többször is összetűzésbe került a konkurens színházakkal. A rendőrség többször is határozatot hozott az ügyben, de az előadások mégis folytatódtak, hatalmas sikerekkel. 
| Előadás címe                     | műfaj                                  | Szerző                                        | Bemutató időpontja | előadók | megjegyzés                                            |
| -------------------------------- | -------------------------------------- | --------------------------------------------- | ------------------ | ------- | ----------------------------------------------------- |
| A szép rigó                      |                                        |                                               | 1898.10.21.        |         | kifigurázzák benne a magyarokat – botrány lesz belőle |
| Démon Gold                       | balett                                 |                                               |                    |         |                                                       |
| Asszonyi párbaj                  | daljáték                               |                                               | 1896. április 30.  |         |                                                       |
| Párisi Élet                      |                                        |                                               | 1896.04.18.        |         |                                                       |
| Apolló nászútja                  |                                        |                                               | 1896. 03. 22.      |         |                                                       |
| Rémület az állatkertben          | némajáték                              |                                               |                    |         | előadja az angol Sennet család                        |
| Eljegyzés a tengeri fürdőben     | balett                                 |                                               |                    |         |                                                       |
| A medici Venus                   |                                        |                                               |                    |         |                                                       |
| Aphrodite, A hab szülöttek       |                                        | Kilányi                                       |                    |         |                                                       |
| Psiche a víz mellett             |                                        | Thumann                                       |                    |         |                                                       |
| Fuvolásnő                        |                                        | Eberlein                                      |                    |         |                                                       |
| Schützenlied                     |                                        | Kaulbach                                      |                    |         |                                                       |
| Sopphó                           |                                        | Spiridion                                     |                    |         |                                                       |
| A citerás                        |                                        | Deffregger                                    |                    |         |                                                       |
| A porzók                         |                                        | Kumann                                        |                    |         |                                                       |
| Idill                            |                                        | Piegelheim                                    |                    |         |                                                       |
| Hasonlatosság                    |                                        | Lejénne                                       |                    |         |                                                       |
| Istenhez                         |                                        | Kaulbach                                      |                    |         |                                                       |
| A milói vénusz                   |                                        |                                               |                    |         |                                                       |
| Pincemester testvér              |                                        | Grützner                                      |                    |         |                                                       |
| Kelena elrablása                 |                                        | Deutsch                                       |                    |         |                                                       |
| Hebe                             |                                        | Canova                                        |                    |         |                                                       |
| Modern Mesterek Csarnoka         |                                        |                                               |                    |         |                                                       |
| Az ószeres (vagy reform házalós) | Falusi bohózatos genrekép              | W. Rosenzweig                                 |                    |         |                                                       |
| Dynamit ügynök                   | bohózat egy felvonásban                | Kutchera Lajos                                | 1901               |         |                                                       |
| Ferde világ                      | fantasztikus burleszk, balett-operette | L. Krenn és C. Lindau – zene: Kapeller Károly |                    |         | koreográfus: Gundlich Alajos                          |
| Vénusz a földön – Venus auf Erde | operett                                | Paul Lincke                                   |                    |         |                                                       |
| Eszter                           | operett                                |                                               |                    |         |                                                       |

### Muzsikusok
| Név                  | foglalkozás                | dátum       |
| -------------------- | -------------------------- | ----------- |
| Zerkovitz Béla       | zeneszerző                 |             |
| Grósz Alfréd         | zeneszerző                 |             |
| Weiner István        | zeneszerző                 |             |
| Wilhelm Rosenzweig   | karmester, zeneszerző      |             |
| Kálmán Imre          | karmester, zeneszerző      |             |
| Antropp Károly       | karmester                  |             |
| Schuch Ferenc        | karmester                  | (1892-1895) |
| Vörös Elek           | cigányprímás és bandája    |             |
| Berényi Munczy Lajos | cigányprímás és zenekara   |             |
| Dajna Balogh Rudi    | cigányprímás és zenekara   |             |
| Radics Béla          | és zenekara(a télikertben) | 1895        |

### Híres vendégek, akik megfordultak, vagy rendszeresen jártak a Somossy Orfeumban
| Név                                | Dátum             | Név                                       | Dátum              |
| ---------------------------------- | ----------------- | ----------------------------------------- | ------------------ |
| gróf Andrássy Gézáné               |                   | Habsburg–Lotaringiai Ottó Ferenc főherceg |                    |
| gróf Andrássy Géza                 |                   | Zichy Jenő gróf                           |                    |
| Krúdy Gyula                        |                   | Milán Szerb király                        | 1896. december 27. |
| Lazarovits Zdenkó bácskai nábob    |                   | Üchtritz Zsigmond báró                    |                    |
| Ady Endre                          |                   | Batthyány Elemér gróf                     |                    |
| Heltai Jenő                        |                   | Jakabfy Tódor                             |                    |
| VII. Eduárd angol trónörökös       |                   | Péchy Aurél                               |                    |
| Orléans-i Amália portugál királyné | 1896. november 9. | Zichy Béla                                |                    |
| Rátky Géza huszárkáplár            |                   | Scotti Jenő a koldusbáró                  |                    |
| gróf Szapáry Gyula                 |                   | báró Aczél Béla                           |                    |
| gróf Károlyi István                |                   | Csáky-Pallavicini gróf                    |                    |
| Kosztolányi Dezső                  |                   | Széchenyi Alice grófkisasszony            | 1895. január 15.   |
| gróf Wenckheim Frigyesné           | 1895. január 15.  | Széchenyi Hanna grófkisasszony            | 1895. január 15.   |
| gróf Wenckheim Ferencné            | 1895. január 15.  | gróf Zichy Paula                          | 1895. január 15.   |
| gróf Szapáry Pál                   | 1895. január 15.  | gróf Karácsonyi Jenőné                    | 1895. január 15.   |
| gróf Andrássy Gyula                | 1895. január 15.  | gróf Karácsonyi Aladárné                  | 1895. január 15.   |
| gróf Andrássy Tivadar              | 1895. január 15.  | gróf Andrássy Tivadarné                   | 1895. január 15.   |
| gróf Andrássy Miklós               | 1895. január 15.  | Rohonczy Gedeon                           | 1895. január 15.   |
| gróf Andrássy Ödön                 | 1895. január 15.  | Gromon Dezső                              | 1895. január 15.   |
| báró Huszár Károly                 | 1895. január 15.  | gróf Eszterházy Mihályné                  | 1895. január 15.   |
| báró Rudnyánszky József            | 1895. január 15.  | Nopcsa Elek az Operaház kormánybiztosa    | 1895. január 15.   |

## A Budapesti Artista Egyesület

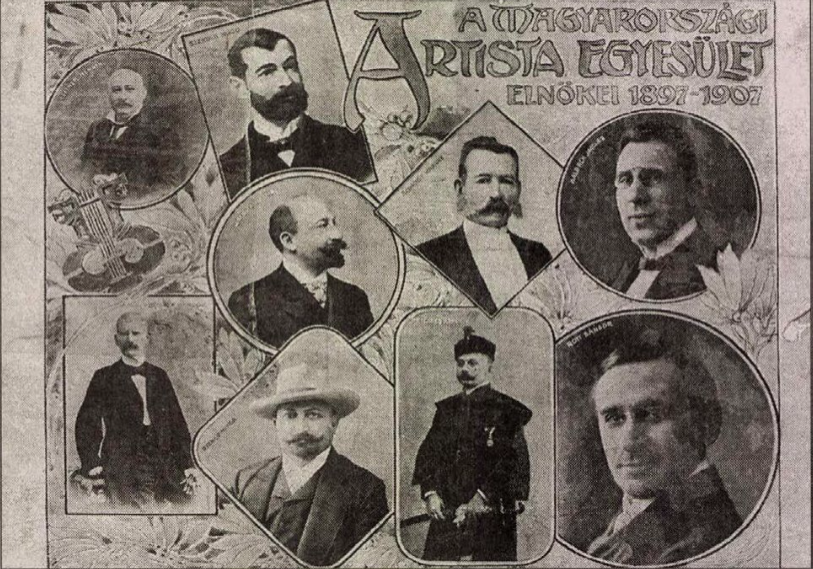
A Magyarországi Artista Egyesület elnökei 1897-1907. Középen Somossy Károly

A Millenniumi ünnepségek alatt hatalmas érdeklődés volt a cirkusz a varieté és az artistamutatványok iránt. Rengeteg artista özönlött a fővárosba és nemsokára megalakult az első egylet, vagy egyesület, ami a legrégebbinek számít a ma is fennálló egyesületek közül. A legfőbb támogató és az ötlet életre hívója Somossy Károly volt, aki 1898. december 1-től az elnökként is vezette a szervezetet, ami később a Magyarországi Artista Egyesület nevet vette fel. A teljesen elszegényedett orfeumigazgatót végül saját nagyrabecsült artistái temették el, díszes temetést adva az első orfeumigazgatónak, aki felismerte a cirkusz és a varieté fontosságát és szenvedélyesen képviselte az érdekeiket.
1894. június 23-án adja hírül a Budapesti Hírlap, hogy: "A fővárosi kereskedők és iparosok jótékonysági egyesülete ma tartotta meg tisztújító közgyűlését és a választás eredménye a következő: tiszteletbeli elnök egyhangúlag Somossi Károly, a fővárosi Orfeum igazgatója lett, elnök Frommer Zsigmond, alelnökök: Fantó Henrik és Baumfeld Zsigmond, pénztáros Drechsler Manó, ellenőr Gutwillig Zsig mond, gazda Drechsler Zsigmond, beteglátogatók: Knöpfier Ignác és Läufer I. B., végül számvizsgálók: Silberer Viktor, Steiner Miksa és Drechsler Miksa lettek."

## Emléke
Somossynak köszönhetjük a "Pesti Broadway" és a "Pesti Montmarte" elnevezéseket, amelyek már abban az időben is a Nagymező utcát jelentették. Pont úgy, mint ma is, rengeteg színház és szórakozóhelynek ad helyet a hatodik kerület eme máig színes része. (Buza Péter–Sajdik Ferenc: Budapest 30 (Budapest, 2020) Mondénia)
Az utcában megtalálható színházak, mulatók névsora, a teljesség igénye nélkül: Jardin d'Hiver, Renaissance Színház, Radius Filmszínház, Vígszínház, Ifjúsági Színház, Petőfi Színház, Nemzeti Színház, Fővárosi Operettszínház, Thália Színház, Arizóna Színház, Művész Színház, Mikroszkóp Színpad, Somossy Orfeum, Budapesti Operettszínház, Tivoli Színház, Moulin Rouge, Pavillon Mascotte, Fővárosi Kabaré, Tarka Színpad, Vörös Malom, Budapest Kávéház, Arizona, Budapest Táncpalota, Kálmán Imre Teátrum, Edison Mozgó (Nagymező utca 21.), Turán Mozi, Terv Mozi, Tivoli Mozi, Tivoli Fényjátékház, Tinódi Filmszínház. (ezek közül sok színház ugyanaz, csak más néven szerepeltek az elmúlt száz év során, de ezzel is érzékelhető, mennyire sokoldalú és pazar élettel rendelkezett mindig is az utca.)
"Somossytól búcsúzva megint csak Krúdyt idézzük, aki szerint hőse nemcsak mulatni, hanem öltözködni, viselkedni is tanította Pestet: „Igazi úriember frakkban jelent meg itt (legelsősorban erre kellett Somosy úrnak megtanítani a várost), az olcsó szmokingot dehogyis vette volna magára, aki gavallérnak akart látszani. Inkább az keltett feltűnést, ha az ezüstvödör, az esperesöves szivar, a keleti országok dohányneműi és a kábító leányzó hiányzott az asztal mellől.” (Premier, 2006-08-01/56. szám)

## Családja
Három lánya született feleségétől, Swoboda Franciskától.
- Somossy Franciska (1864.02.17-1940.07.17.), Huline Henrikné néven, férje híres zenebohóc, a müncheni Colosseum igazgatója, később Rajna Ferenc felesége (meghalt 1940. július 17.)
- Somossy Irma – Frommer Zsigmondné – (Frommer Zsigmond a Gizella malom főpénztárosa, a Krausz Mayer és Fiai cégvezetője, majd a Somossy Orfeum ügyintézője volt)
- Somossy Erzsébet (1859. 01. 30. – 1931. 04. 27.) – Beliczay Antalné (A híres kávésnak, Beliczay Antalnak a felesége, akinek a Nagymező utca 7, 19, később a Dalszínház utca 2.-ben is volt kávézója)

Unokák: Frommer Aladár, ifj. Beliczay Antal, Beliczay Zsigmond, Somossy Renée, Somossy Frommer Harry, Frommer Erzsébet, Frommer Károly, Frommer Irma, Frommer Miklós